# Bjergpiber
Bjergpiber (Anthus spinoletta) er en 17 centimeter stor spurvefugl, der yngler over skovgrænsen i Central- og Sydeuropas bjerge samt i dele af Asien. Den europæiske bestand er trækfugle, der om efteråret trækker mod nordvest til bl.a. Holland og Nordtyskland. Andre bestande overvintrer i Spanien og Nordafrika.
I Danmark er bjergpiberen en sjælden gæst mellem oktober og april over hele landet, men især nær kysten, f.eks. i Vejlerne i Nordjylland.
Arten ligner i vinterdragten meget skærpiber, men oversiden er lysere brun, og undersidens grundfarve er lysere med mere distinkte pletter. I sommerdragten er brystet svagt lyserødt. Stemmen ligner skærpibers og engpibers.